# W.H. Sammis-elektriciteitscentrale

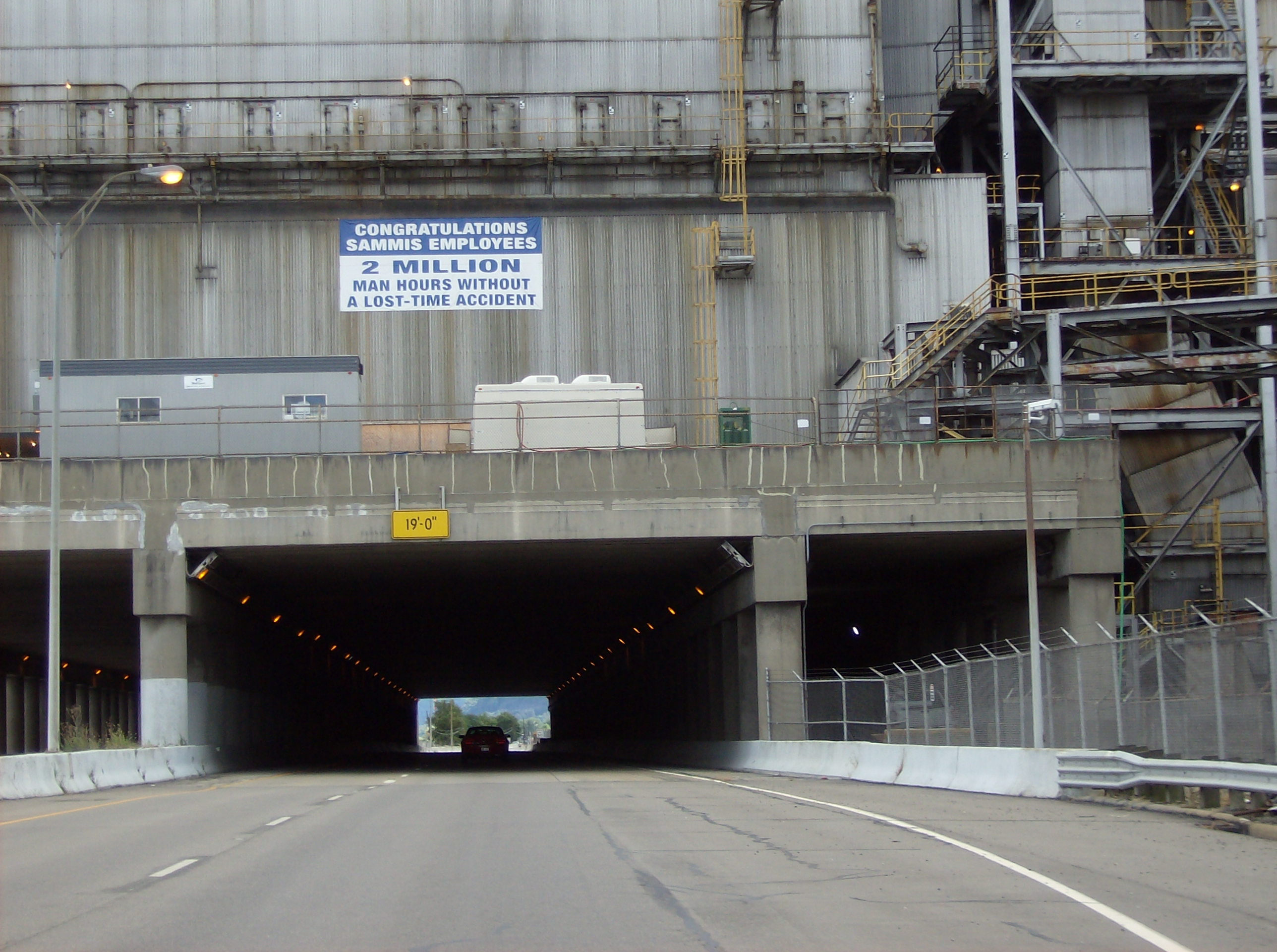
De W.H. Sammis-elektriciteitscentrale

De W.H. Sammis-elektricitetiscentrale is een thermische centrale te Stratton, Ohio, Verenigde Staten. De 300 meter hoge schoorsteen van eenheid 7 werd in 1970 gebouwd.